# Luchowizy
Luchowizy (russisch Лухови́цы) ist eine Stadt in Russland mit 29.850 Einwohnern (Stand 14. Oktober 2010). Sie liegt in der südöstlichen Oblast Moskau, rund 135 km von Moskau und 22 km von der nächsten Großstadt Kolomna entfernt.

## Geschichte

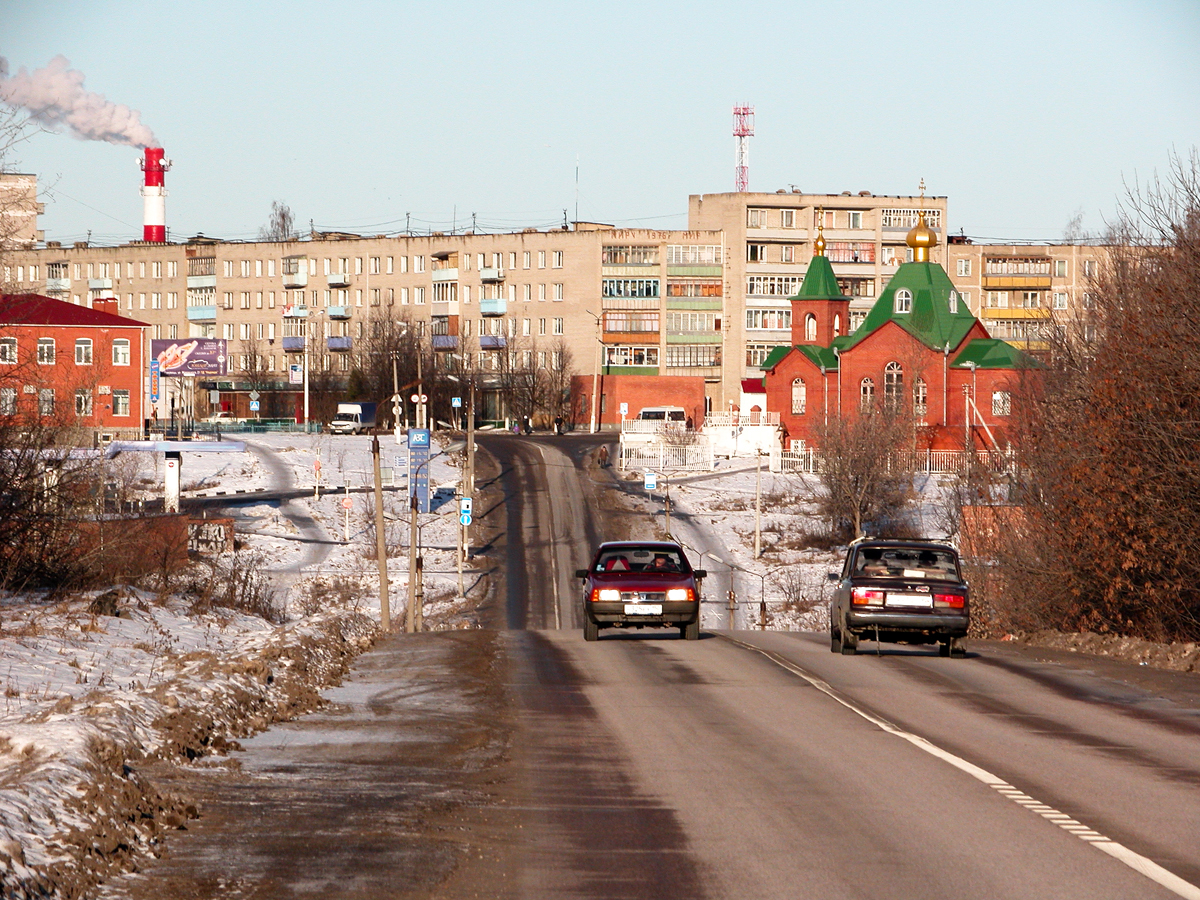
Wohnhäuser und Kirche in Luchowizy

Der Ort wurde erstmals um 1595 schriftlich erwähnt. Zu dieser Zeit hieß das Dorf Gluchowitschi und gehörte dem Rjasaner Erzbischof. In den folgenden Jahrhunderten war der Ort vorwiegend landwirtschaftlich geprägt. Die vergleichsweise günstige Lage zwischen Moskau und Rjasan begünstigte die Ausfuhr von landwirtschaftlichen Erzeugnissen bis nach Moskau.
Eine größere Bedeutung erhielt der Ort mit der Verlegung der Eisenbahnstrecke Moskau–Rjasan, die auch durch Luchowizy führt, in den 1860er Jahren.
Im Zuge der Gebietsreform in den 1920er und 1930er Jahren wurden einige umliegende Dörfer an Luchowizy angeschlossen sowie 1931 der nach dem Ort benannte Rajon gebildet, zu dessen Verwaltungszentrum er wurde. 1948 wurden der Status einer Siedlung städtischen Typs und am 20. Juni 1957 die Stadtrechte verliehen.

### Bevölkerungsentwicklung
| Jahr | Einwohner |
| ---- | --------- |
| 1939 | 1.855     |
| 1959 | 12.656    |
| 1970 | 18.116    |
| 1979 | 27.703    |
| 1989 | 32.501    |
| 2002 | 32.403    |
| 2010 | 29.850    |

Anmerkung: Volkszählungsdaten

## Wirtschaft und Verkehr
In der Stadt existieren heute mehrere Industriebetriebe, darunter eine Maschinenbaufabrik, eine Ziegelei sowie mehrere Nahrungsmittel- und Textilbetriebe. In der Umgebung der Stadt wird vor allem Landwirtschaft betrieben, außerdem gibt es dort Sand-, Ton-, Kalkstein- und Torflagerstätten.
Verkehrstechnisch ist Luchowizy an die Fernstraße M5 angeschlossen. An der Bahnstrecke Moskau–Rjasan–Kasan hat die Stadt einen Regionalbahnhof unter anderem mit Direktverbindungen zum Moskauer Kasaner Bahnhof. Es existiert zudem eine stillgelegte Stichstrecke zwischen Luchowizy und der etwa 20 km entfernten Stadt Saraisk.
In Luchowizy existiert ein Militärflugplatz, welcher mit der Entwicklung des Kampfflugzeugs Alexejew 150 in Verbindung steht.

## Sehenswürdigkeiten
In Luchowizy selbst ist die 1754 erbaute Gottesmutter-von-Kasan-Kirche das bekannteste Bauwerk. 2007 feierte Luchowizy seinen 50. Jahrestag als Stadt. Zu diesem Anlass wurde in der Stadt unter anderem ein Denkmal für die Gurke aufgestellt, jenes Gemüse, das von den Bauern der näheren Umgebung traditionell gerne angebaut wird.
Auch in der näheren Umgebung gibt es einige Sehenswürdigkeiten, darunter das Dorf Dedinowo am Fluss Oka 11 km nordöstlich Luchowizys: Dort hatte es im 17. Jahrhundert eine der ersten Schiffbauwerften Russlands gegeben.